# Proterotheriidae
Proterotheriidae — вимерла родина литоптернокопитних, відома з еоцену — пізнього плейстоцену Південної Америки. Члени групи були малого й середнього розміру травоїдними тваринами з брахідонтними зубами, з прогресуючим зменшенням пальців, а пізніші члени групи несли вагу на одному великому пальці ноги, подібно до сучасних коней.

## Опис
Відомі дві підродини і 18 родів Proterotheriidae. Усі форми мали малий або середній розмір. Типовим є зменшення кількості пальців і брахідонтні або мезодонтні зуби. Різні скам'янілості відомі з багатьох частин південноамериканського континенту. Різноманітність зменшилася в міоцені до пліоцену, і протягом тривалого часу вважалося, що вони повністю зникли в пізньому пліоцені. Однак скам'янілості, знайдені в Аргентині, Бразилії та Уругваї, показують, що один член групи, Neolicaphrium recens, дожив до пізнього плейстоцену.
Більш відомі роди родини включають Diadiaphorus і Thoatherium з міоцену.

## Таксономія
- Proterotheriidae[5][6]
  - Anisolambda
  - Anisolophus
  - Brachytherium
  - Diadiaphorus
  - Diplasiotherium
  - Eoauchenia
  - Eolicaphrium
  - Epecuenia
  - Epitherium
  - Guilielmofloweria
  - Heteroglyphis
  - Lambdaconus
  - Lambdaconops
  - Mesolicaphrium
  - Neobrachytherium
  - Neodolodus
  - Neolicaphrium
  - Olisanophus
  - Paramacrauchenia
  - Paranisolambda
  - Picturotherium
  - Prolicaphrium
  - Promylophis[7]
  - Proterotherium
  - Protheosodon
  - Pseudobrachytherium[8]
  - Tetramerorhinus
  - Thoatherium
  - Thoatheriopsis
  - Villarroelia
  - Uruguayodon
  - Wainka
  - Xesmodon
  - Megadolodinae
    - Bounodus
    - Megadolodus

  - Indaleciidae
    - Adiantoides
    - Indalecia